# Asclepias woodsoniana
Asclepias woodsoniana là một loài thực vật có hoa trong họ La bố ma. Loài này được Standl. & Steyerm. mô tả khoa học đầu tiên năm 1947.